# 脊髓丘腦束
脊髓丘腦束（spinothalamic tract），是前外側系統（anterolateral system）或腹外側系統（ventrolateral system）的一部分，屬於感覺神經途徑，負責將皮膚信息傳回丘腦的腹外側核再將信息傳輸給中央後回的體感覺皮質區。
脊髓丘腦束分為前、外兩束，前脊髓丘腦束負責傳送粗略觸覺的信息；外束則負責傳送痛覺和溫度感覺。

## 前外側系統
在神經系統中，前外側系統屬於上行途徑，負責痛覺、溫覺，以及粗略觸覺的傳輸：
| 名稱                         | 目的器官 | 功能                                 |
| 脊髓丘腦束 - 外側束 - 前側束 | 丘腦     | 調節痛覺和溫度感覺的重要器官。       |
| 脊髓網狀束                   | 網狀結構 | 在緊急時刻適當調節痛覺及其相關刺激。 |
| 脊髓頂蓋束                   | 頂蓋     | 調整眼睛及頭部運動。                 |